# Steinbach (Buchet)
Steinbach ist ein Ortsteil der Ortsgemeinde Buchet im Eifelkreis Bitburg-Prüm in Rheinland-Pfalz.

## Geographische Lage
Steinbach liegt rund 500 m nördlich des Hauptortes Buchet. Umgeben ist Steinbach von landwirtschaftlichen Nutzflächen sowie kleinen Wäldern im Norden und Süden. Dicht entlang des Ortes fließt der Steinbach, der wenig südlich von Steinbach in den Alfbach mündet.

## Geschichte
Steinbach zählte zur Bürgermeisterei Bleialf.
Vor 1794 gehörte der Ort zum Fürstentum Prüm bzw. seit der zweiten Hälfte des 18. Jahrhunderts zum kurtrierischen Amt Prüm und war der Schultheißerei Bleialf zugeordnet. Unter preußischer Verwaltung gehörte Steinbach zum Kreis Prüm im Regierungsbezirk Trier und ab 1822 zur Rheinprovinz.

## Kultur und Naherholung

### Wegekreuz
Wenig nördlich des Ortes befindet sich ein Wegekreuz. Genauere Angaben hierzu liegen nicht vor.

### Ernest-Hemingway-Wanderweg
Durch Steinbach verläuft dieser rund 5,7 km lange Rundwanderweg. Er soll an den Aufenthalt des Nobelpreisprägers Ernest Hemingway erinnern. Jener hielt sich im Herbst 1944 als Kriegsberichterstatter in Buchet auf.

### Wandern
Durch Steinbach verläuft ebenfalls der Wanderweg 2 (Buchet) des Prümer Landes. Es handelt sich um einen rund 12 km langen Rundwanderweg von Buchet entlang des Schneifelwaldes nach Steinbach sowie Halenfeld und zurück.

## Verkehr
Es existiert eine regelmäßige Busverbindung.
Steinbach liegt an der Kreisstraße 105 und wenig nordöstlich der Kreisstraße 104 aus Richtung Bleialf.